# Habertshofen
Habertshofen ist ein Gemeindeteil der Gemeinde Pilsach im Landkreis Neumarkt in der Oberpfalz in Bayern.

## Geographie
Der Weiler liegt im oberpfälzischen Jura etwa 1 km nördlich des Tales der Schwarzen Laber auf circa 520 m ü. NHN. Im Südosten des Ortes entspringt der Ecksbach, der in südöstlicher Richtung dem Mühlbach zufließt. Habertshofen liegt an einer Gemeindeverbindungsstraße zwischen der Kreisstraße NM 1 und der Staatsstraße 2240. Eine Gemeindeverbindungsstraße führt in östlicher Richtung nach Unterwiesenacker.

## Geschichte
Habertshofen ist um 1325 in einer Güterbeschreibung des Klosters Kastl genannt, dürfte jedoch wesentlich älter sein, da am Nordwestrand des Weilers eine Turmhügelburg wohl des Ortsadels stand. Später gehörte der Weiler, 1374 Herbertzhoffen genannt, dem Geschlecht der von Ittelhofen auf der Burg zu Ittelhofen, die im 16. Jahrhundert ihren Stammsitz als Helmlehen an andere Adelige weitergaben. 1547 erhielt der damalige Lehensträger, der Mathematiker Peter Apian, vom Pfalzgraf Friedrich II. die Hofmarksgerechtigkeit. 1595 verkauften die Ittelhofer das Helmlehen an Kurfürst Friedrich IV. von der Pfalz. In dieser Verkaufsurkunde ist unter dem Güterkomplex auch Habertshofen aufgelistet. 1588 unterstand der Weiler, aus drei Höfen und einem Gut bestehend, dem pfälzischen Gericht Helfenberg. 4 Anwesen sind noch am Ende des Alten Reichs, um 1800, im Besitz des Amtes Helfenberg, ein Viertelhof im Besitz des Pflegamtes Kastl. Gemeindlicher Besitz war das Hirtenhaus.
Im Königreich Bayern wurde um 1810 der Steuerdistrikt Unterwiesenacker gebildet, der dem Landgericht Parsberg zugeordnet war, ihm gehörten neben Unterwiesenacker Oberwiesenacker, Oberweickenhof, Unterweickenhof, Hilzhofen und Habertshofen an. Mit dem Gemeindeedikt von 1818 wurde daraus die parsbergisch-landgerichtliche Ruralgemeinde Oberwiesenacker.
In Gemeindeteil Habertshofen lebten
- 1836 49 Einwohner (7 Häuser),[6]
- 1861 46 Einwohner (14 Gebäude),[7]
- 1871 41 Einwohner (19 Gebäude; an Großviehbestand 8 Pferde und 37 Stück Rindvieh),[8]
- 1900 33 Einwohner (8 Wohngebäude),[9]
- 1925 49 Einwohner (7 Wohngebäude),[10]
- 1937 48 Einwohner (nur Katholiken),[11]
- 1950 46 Einwohner (7 Wohngebäude).[12]
- 1987 29 Einwohner (7 Gebäude mit Wohnraum, 7 Wohnungen).[13]

Heute sind 10 Hausnummern vergeben.
Im Zuge der bayerischen Gebietsreform wurde die Gemeinde Oberwiesenacker zum 1. Mai 1978 in die Stadt Velburg eingemeindet; das Dorf Habertshofen kam zur Gemeinde Pilsach.

## Kirchliche Verhältnisse
Habertshofen gehörte seit altersher zur Pfarrei Dietkirchen des Klosters Kastl im Bistum Eichstätt. 1540 bis 1626 war mit Pfalz-Neuburg die Pfarrei und damit auch Habertshofen evangelisch.

## Denkmäler
Als Denkmal gilt eine Marienkapelle aus dem 19. Jahrhundert.